# Emmanuele de Gregorio
Emmanuele de Gregorio (ur. 18 albo 28 grudnia 1758 na Morzu Śródziemnym, zm. 7 listopada 1839 w Rzymie) – włoski kardynał.

## Życiorys
Urodził się 18 albo 28 grudnia 1758 roku, podczas gdy jego matka podróżowała przez Morze Śródziemne do Hiszpanii, jednakże w dokumentach jego miejsce urodzenia zostało zapisane jako Neapol. Był synem markiza Leopolda De Gregoria i Maríi Josefy Verdugo y Quijada. Studiował w rzymskim Collegio Clementino, a po przyjęciu święceń kapłańskich był prałatem Jego Świątobliwości i archiprezbiterem bazyliki laterańskiej. Podczas trwania Republiki Rzymskiej został uwięziony wraz z Piusem VI, lecz został zwolniony za kaucją w wysokości 4 tysięcy skudów. Generał Claude Dallemagne planował uczynić Gregoria antypapieżem w opozycji do Piusa VI. Wobec tego przyszły kardynał udał się do Sieny i zapewnił papieża o swojej lojalności. Pełnił funkcję prowikariusza generalnego Rzymu w czasie absencji kardynała Giulia Marii della Somaglii. Został zmuszony do podróży do Paryża, gdzie w 1811 został zniewolony na trzy lata. Po oswobodzeniu usiłował odzyskać skarby papieskie, zrabowane przez armię francuską. 8 marca 1816 roku został kreowany kardynałem prezbiterem i otrzymał kościół tytularny Ss. Bonifacio e Alessio. W latach 1818–1820 pełnił funkcję prefekta Kongregacji ds. Kościelnych Immunitetów. 18 maja 1829 roku został podniesiony do kardynała biskupa i otrzymał diecezję suburbikarną Frascati. Trzynaście dni później przyjął sakrę i został penitencjariuszem większym. W 1837 roku, w wyniku objęcia diecezji Porto-Santa Rufina, został subdziekanem Kolegium Kardynalskiego. Zmarł 7 listopada 1839 roku w Rzymie.